# Оскар (кинопремия, 1932)
5-я церемония вручения наград премии «Оскар» состоялась 18 ноября 1932 года в отеле «Амбассадор» в Лос-Анджелесе. Впервые были присуждены три награды за короткометражные фильмы: в мультипликации, игровом и научно-популярном кино.

## Победители и номинанты
Список кинокартин, получивших несколько номинаций:
- 4: «Чемпион», «Эрроусмит»
- 3: «Доктор Джекилл и мистер Хайд», «Плохая девчонка», «Шанхайский экспресс»
- 2: «Гвардеец»

Список кинокартин, получивших несколько наград:
- 2: «Плохая девчонка», «Чемпион»

 Победители выделены отдельным цветом. 
| Категории                                         | Лауреаты и номинанты                                                                     |
| ------------------------------------------------- | ---------------------------------------------------------------------------------------- |
| Лучший фильм                                      | «Гранд-отель»/Grand Hotel — Metro-Goldwyn-Mayer                                          |
| Лучший фильм                                      | «Один час с тобой»/One Hour with You — Paramount Publix                                  |
| Лучший фильм                                      | «Плохая девчонка»/Bad Girl — Fox                                                         |
| Лучший фильм                                      | «Пять последних звёзд»/Five Star Final — First National Pictures                         |
| Лучший фильм                                      | «Улыбающийся лейтенант»/The Smiling Lieutenant — Paramount Publix                        |
| Лучший фильм                                      | «Чемпион»/The Champ — Metro-Goldwyn-Mayer                                                |
| Лучший фильм                                      | «Шанхайский экспресс»/Shanghai Express — Paramount Publix                                |
| Лучший фильм                                      | «Эрроусмит»/Arrowsmith — Samuel Goldwyn Productions                                      |
| Лучшая режиссёрская работа                        | Фрэнк Борзейги — «Плохая девчонка»/Bad Girl                                              |
| Лучшая режиссёрская работа                        | Кинг Видор — «Чемпион»/The Champ                                                         |
| Лучшая режиссёрская работа                        | Йозеф фон Штернберг — «Шанхайский экспресс»/Shanghai Express                             |
| Лучшая мужская роль                               | Фредрик Марч — «Доктор Джекилл и мистер Хайд»/Dr. Jekyll and Mr. Hyde                    |
| Лучшая мужская роль                               | Уоллес Бири — «Чемпион»/The Champ                                                        |
| Лучшая мужская роль                               | Альфред Лант — «Гвардеец»/The Guardsman                                                  |
| Лучшая женская роль                               | Хелен Хейз — «Грех Мадлон Клоде»/The Sin of Madelon Claudet                              |
| Лучшая женская роль                               | Мари Дресслер — «Эмма»/Emma                                                              |
| Лучшая женская роль                               | Линн Фонтэнн — «Гвардеец»/The Guardsman                                                  |
| Лучший адаптированный сценарий                    | «Плохая девчонка»/Bad Girl — Эдвин Дж. Бёрк                                              |
| Лучший адаптированный сценарий                    | «Доктор Джекилл и мистер Хайд»/Dr. Jekyll and Mr. Hyde — Сэмюэл Хоффенштайн, Перси Хит   |
| Лучший адаптированный сценарий                    | «Эрроусмит»/Arrowsmith — Сидни Ховард                                                    |
| Лучший сюжет                                      | «Чемпион»/The Champ — Фрэнсис Марион                                                     |
| Лучший сюжет                                      | «Звёздный свидетель»/The Star Witness — Люсьен Хаббард                                   |
| Лучший сюжет                                      | «Леди и джентльмен»/Lady and Gent — Гроувер Джонс, Уильям Слэвенс МакНатт                |
| Лучший сюжет                                      | «Сколько стоит Голливуд?»/What Price Hollywood? — Адела Роджерс Сент Джонс, Джейн Мёрфин |
| Лучшая операторская работа                        | «Шанхайский экспресс»/Shanghai Express — Ли Гармс                                        |
| Лучшая операторская работа                        | «Доктор Джекилл и мистер Хайд»/Dr. Jekyll and Mr. Hyde — Карл Страсс                     |
| Лучшая операторская работа                        | «Эрроусмит»/Arrowsmith — Рэй Джун                                                        |
| Лучшая работа художника-постановщика              | «Трансатлантический корабль»/Transatlantic — Гордон Уайлс                                |
| Лучшая работа художника-постановщика              | «Свободу нам!»/À nous la liberté — Лазарь Меерсон                                        |
| Лучшая работа художника-постановщика              | «Эрроусмит»/Arrowsmith — Ричард Дэй                                                      |
| Лучший звук                                       | Paramount Publix Studio Sound Department                                                 |
| Лучший звук                                       | Metro-Goldwyn-Mayer Studio Sound Department                                              |
| Лучший звук                                       | RKO Radio Studio Sound Department                                                        |
| Лучший звук                                       | Warner Bros. First National Studio Sound Department                                      |
| Лучший игровой комедийный короткометражный фильм  | «Музыкальная шкатулка» — Хэл Роуч                                                        |
| Лучший игровой комедийный короткометражный фильм  | «Крикливый рот» — Мак Сеннет                                                             |
| Лучший игровой комедийный короткометражный фильм  | «Scratch-As-Catch-Can» — RKO Radio                                                       |
| Лучший игровой комедийный короткометражный фильм  | «Отважные сердца и золотые руки» — RKO Radio (дисквалифицирован)                         |
| Лучший игровой новаторский короткометражный фильм | «Схватка с рыбой-меч» — Мак Сеннет                                                       |
| Лучший игровой новаторский короткометражный фильм | «Screen Souvenirs» — Paramount Publix                                                    |
| Лучший игровой новаторский короткометражный фильм | «Взлёт» — Metro-Goldwyn-Mayer                                                            |
| Лучший анимационный короткометражный фильм        | «Цветы и деревья» — Уолт Дисней                                                          |
| Лучший анимационный короткометражный фильм        | «It's Got Me Again!» — Леон Шлезингер                                                    |
| Лучший анимационный короткометражный фильм        | «Микки Маус и сироты» — Уолт Дисней                                                      |

## Специальная премия
- Награда за выдающиеся заслуги
  - Уолт Дисней — за создание Микки Мауса

## Премия за научные и технические достижения
Награда II класса
- TECHNICOLOR Motion Picture Corp.

Награда III класса
- EASTMAN KODAK COMPANY